# Акатовка
Акатовка — исчезнувший хутор в Городищенском районе Волгоградской области.

## XIX век
Деревня Акатовка была основана в 1825 году переселенцами из сёл и деревень Парякино, Куксиково, Батраково и Акатовка Егорьевского уезда Рязанской губернии. Переселенцы получили по 15 десятин на человека и до 1860-х годов числились государственными крестьянами. Основателем деревни был выходец из деревни Акатовка Рязанской губернии Семён Волков. Впоследствии многие жители села носили фамилии по имени населённых пунктов выходцами из которых они были.
Акатовка располагалось в 25 верстах севернее Царицына, в 25 верстах южнее Дубовки, в 6—8 верстах от Пичуги и в 2 верстах севернее деревни Виновки.
В 1858 году в деревне проживало 117 человек (53 мужчины и 64 женщины).
В 1862 году в деревни было 15 дворов, в которых проживало 104 человека (51 мужчина и 53 женщины), и 2 мельницы.
В 1882 году по сведениям Саратовской Губернской Земской Управы в деревне Акатовка проживало 154 человека (76 мужчин и 78 женщин) в 29 дворах. Во владении жителей находились: 23 лошади, 74 быка, 51 корова, 17 нетелей, 45 телят, 191 овца, 12 свиней и одна коза.
В 1890 году здесь в 32 дворах проживало 238 человек (118 мужчин и 120 женщин).
В 1894 году уже проживало 246 человек (122 мужчины и 124 женщины), которые владели 602 десятин земли в двух участках. Причём больший участок (470 десятин) находился рядом с селом, а меньший (132 десятины) находился рядом с селом Городище (в 25 верстах) — там планировали построить хутор. Одновременно, совместно с посадом Пичуга акатовцы владели Бобровым островом на Волге.
Дома в деревне были выстроены вдоль Волги в один ряд и построены из дерева. В Акатовке была винная лавка, которая особенно хорошо торговала зимой, когда по волге проходил санный путь Дубовка — Царицын. Из-за малости деревни в ней был лишь деревенский староста, но деревенского писаря не было и весь деревенский документооборот вёлся в Ерзовском волостном правлении.

## XX век
Решением исполкома Волгоградского областного (сельского) Совета депутатов трудящихся от 30 октября 1964 года  № 30/439 «Об исключении некоторых населенных пунктов Волгоградской области» по Дубовскому сельскому району хутор Акатовка был исключён из учётных данных, как фактически не существующий, в связи с переселением жителей в село Ерзовка Ерзовского сельского Совета.